# Деппнер, Эрих
Эрих Деппнер (нем. Erich Deppner; 8 августа 1910, Хальденслебен, Германская империя — 13 декабря 2005, Анцинг, Германия) — штурмбаннфюрер СС, начальник отдела по борьбе с сопротивлением в ведомстве руководителя полиции безопасности и СД в Гааге.

## Биография
Эрих Деппнер родился 8 августа 1910 года в семье продавца. После окончания классической гимназии в 1929 году сдал экзамен на аттестат зрелости. Изучал юриспруденцию в университетах Марбурга, Галле и Мюнхена. В 1933 году сдал первый государственный экзамен, а в 1937 году — второй.
1 августа 1932 года вступил в НСДАП (билет № 1254844). В ноябре 1933 года был зачислен в ряды СС (№  177571). В 1937 году поступил на службу в аппарат СД. Весной 1940 года возглавил отдел III C1, ведающий вопросами продовольствия в недавно созданном Главном управлении имперской безопасности.
В конце мая 1940 года был откомандирован в айнзацгруппу, действовавшую в Нидерландах. Затем был переведён в ведомство командира полиции безопасности и СД в Гааге, где возглавил отдел по борьбе с сопротивлением. На этой должности был ответственным за казнь 65 советских военнопленных в апреле 1942 года. С июля по август 1942 года был комендантом концлагеря Вестерборк, который был одним из двух транзитных лагерей для депортации голландских евреев в лагеря смерти. На этой должности отвечал за депортацию евреев в концлагерь Освенцим. 
После высадки союзников в Нормандии немцы в срочном порядке по соображению безопасности доставили 1500 человек из полицейской тюрьмы в Схевенингене в концлагерь Герцогенбуш. В концлагере Герцогенбуш заключённые, арестованные за деятельность в сопротивлении, были помещены в изолированный лагерь СД. В конце 1944 года по приказу Деппнера без суда и следствия были казнены 450 бойцов сопротивления. В 1945 году Деппнер был отозван в Германию.

### После войны
В мае 1945 года был арестован советскими войсками, однако не был опознан и был отпущен в 1950 году. Впоследствии служил в Организации Гелена, а с 1956 года — в БНД. Деппнер возглавлял отделение, отвечающее за шпионаж в Восточном Берлине. Рейнхард Гелен, который был знаком с Деппнером, знал его в разведке как Эгона Дитриха, Эрнста Бохерта и агента V-616.
В 1960 году против него было начато расследование прокуратурой Мюнхена, что привело к аресту и девятимесячному предварительному заключению. С 20 по 22 января 1964 года по его делу проходил судебный процесс в Мюнхене. Ему было предъявлено обвинение в казни 65 советских военнопленных в апреле 1942 года в концлагере Амерсфорт. На процессе Деппнер утверждал, что он выполнял приказы Высшего руководителя СС и полиции в Голландии Ганса Альбина Раутера. В итоге суд оправдал Деппнера.